# Luca Jaquez
Luca Antony Jaquez (Lucerna, 2 giugno 2003) è un calciatore svizzero, difensore dello Stoccarda.

## Caratteristiche tecniche
È un difensore centrale.

## Carriera

### Club
Jaquez ha iniziato a giocare a calcio nel settore giovanile del Lucerna nel 2013. Il 27 gennaio 2022 ha firmato il suo primo contratto professionistico e cinque giorni dopo ha debuttato in prima squadra nell'incontro di Super League perso 3-0 contro il Basilea. Il 14 novembre 2022 ha prolungato il contratto fino al 2026.

### Nazionale
Ha giocato nelle nazionali giovanili svizzere Under-15, Under-19 ed Under-20.

## Statistiche

### Presenze e reti nei club
Statistiche aggiornate al 28 gennaio 2024.
| Stagione        | Squadra         | Campionato      | Campionato | Campionato | Coppe nazionali | Coppe nazionali | Coppe nazionali | Coppe continentali | Coppe continentali | Coppe continentali | Altre coppe | Altre coppe | Altre coppe | Totale | Totale | Totale |
| Stagione        | Squadra         | Comp            | Pres       | Reti       | Comp            | Pres            | Reti            | Comp               | Pres               | Reti               | Comp        | Pres        | Reti        | Pres   | Reti   |        |
| --------------- | --------------- | --------------- | ---------- | ---------- | --------------- | --------------- | --------------- | ------------------ | ------------------ | ------------------ | ----------- | ----------- | ----------- | ------ | ------ | ------ |
| 2020-2021       | Lucerna II      | 1L              | 2          | 0          |                 | -               | -               |                    | -                  | -                  |             | -           | -           | 2      | 0      |        |
| 2021-2022       | Lucerna II      | 1L              | 20         | 0          |                 | -               | -               |                    | -                  | -                  |             | -           | -           | 20     | 0      |        |
| 2022-2023       | Lucerna II      | 2L              | 7          | 2          |                 | -               | -               |                    | -                  | -                  |             | -           | -           | 7      | 2      |        |
| 2023-2024       | Lucerna II      | 2L              | 2          | 0          |                 | -               | -               |                    | -                  | -                  |             | -           | -           | 2      | 0      |        |
| 2021-2022       | Lucerna         | SL              | 1          | 0          | CS              | 0               | 0               |                    | -                  | -                  |             | -           | -           | 1      | 0      |        |
| 2022-2023       | Lucerna         | SL              | 10         | 0          | CS              | 1               | 0               |                    | -                  | -                  |             | -           | -           | 11     | 0      |        |
| 2023-2024       | Lucerna         | SL              | 14         | 0          | CS              | 2               | 0               | UECL               | 2                  | 0                  |             | -           | -           | 18     | 0      |        |
| Totale carriera | Totale carriera | Totale carriera | 56         | 2          |                 | 3               | 0               |                    | 2                  | 0                  |             | -           | -           | 61     | 2      |        |

## Palmarès

### Club

#### Competizioni nazionali
- Promotion League: 1

Lucerna II: 2022-2023
- Coppa di Germania: 1

Stoccarda: 2024-2025